# Franco Chiletto
Francesco Chiletto (Torcegno, 1897 – 3 settembre 1976) è stato un fumettista, illustratore e pittore italiano.
Trentino, combatte come alpino nella prima guerra mondiale.

## Biografia
Fino al 1922 è falegname e incisore. L'anno successivo si trasferisce a Milano, dove frequenta la scuola serale d'arte di Brera.
Inizia l'attività grafica disegnando per la pubblicità, a cui seguì una serie di illustrazioni di libri per ragazzi (1927) e poi l'incontro con il mondo dell'editoria dei fumetti.

### Attività grafica
Ad eccezione dei vignettoni della serie Corrierino di Guerra, ospitati sulle pagine del Corriere dei Piccoli, il suo nome è legato prevalentemente agli editori Vecchi e Mondadori.
Per conto della Saev, dal 1936 al 1941, pubblica su L'Audace una serie di racconti come La freccia vermiglia, Gli sparvieri del mare, La rivincita di Santamauro e L'esploratore di ferro. Su Jumbo esce Il piccolo Filibustiere e su Rintintin il romanzo completo Gli eroi dell'aria (1937).
Dal numero 54 di Paperino subentra a Nino Pagot nell'illustrazione de La mia avventura tra gli Arussi, scritta dal capitano G.Cannonieri e sceneggiata da Federico Pedrocchi.
Sul Topolino di Mondadori esegue la saga salgariana del ciclo dei corsari e Alla conquista di un impero.
Sulle pagine dell'Avventuroso prosegue la serie di Faust, iniziata da Rino Albertarelli, concludendo l'episodio La spada dei giganti, edito dal numero 446 al 450 e poi ripreso nel dopoguerra sul n.14 degli Albi d'Oro (1946).
Ancora del periodo bellico da ricordare Andus, scritto da Giovanni Bonelli e pubblicato sul Vittorioso. È questa senz'altro una delle sue opere più riuscite, rapportabile solo al Corsaro Nero, pubblicato nel 1946 sugli Albi Salgari.
Nello stesso periodo gli Albi d'Oro alternano a episodi inediti reprint delle sue opere apparse nell'antiguerra, come L'oro di Funny Mountain e L'acqua misteriosa.

### Il ritorno a Torcegno
Conclusesi le brevi collaborazioni nell'immediato dopoguerra, Chiletto torna nel suo paese natale, dove si dedica alla pittura e all'affresco di chiesette delle valli trentine.
Si spegne il 3 settembre 1976.
| Controllo di autorità | VIAF (EN) 30426367 · ISNI (EN) 0000 0000 4609 1842 · SBN CFIV166359 · LCCN (EN) nr00016583 · GND (DE) 122706676 |